# الأنجب
الإنجب إحدى قرى مركز أشمون التابع لمحافظة المنوفية بجمهورية مصر العربية.

## التاريخ
ذكر محمد رمزي في كتابه القاموس الجغرافي للبلاد المصرية أن الإنجب من القرى القديمة التي ذكرها ابن الجيعان في كتابه «التحفة السنية بأسماء البلاد المصرية»، باسم «الأُنجُب»، وأنها من الأعمال المنوفية، وأن مساحتها 1,000 فدان.
وقد رجّح محمد رمزي عدم ذكر القرية في المصادر التي سبقت كتاب التحفة زمنيًا إلى أنها تكونت وفق التقسيم الذي حدث في عهد السلطان الناصر محمد بن قلاوون سنة 715هـ/1315م والذي عُرف باسم «الروك الناصري».

## السكان
بلغ عدد سكان الأنجب 6,533 نسمة، حسب الإحصاء الرسمي لعام 2006.